# Бунешть (Сучава)
Бунешть, Бунешті (рум. Bunești) — село у повіті Сучава в Румунії. Входить до складу комуни Бунешть.
Село розташоване на відстані 343 км на північ від Бухареста, 14 км на південь від Сучави, 106 км на північний захід від Ясс.

## Населення
За даними перепису населення 2002 року у селі проживали 623 особи, з них 622 особи (99,8%) румунів. Усі жителі села рідною мовою назвали румунську.